# 瓦萊麗·索拉納斯
瓦莱丽·让·索拉纳斯（英語：Valerie Jean Solanas，1936年4月9日—1988年4月25日）是一位美国激進女性主義作家，曾经试图暗杀艺术家安迪·沃霍尔。

## 早期生活
1936年索拉纳斯出生于新泽西州，十几岁时父母离婚。她的母亲和继父结婚后，她被送到祖父母那里。她的祖父酗酒还虐待她，她逃离祖父家开始无家可归。在20世纪50年代她出柜承认自己是一个女同性恋。她毕业于馬里蘭大學學院市分校，获得心理学学士学位。后来搬到伯克利。在那里，她开始创作她最著名的作品《人渣宣言》，作品中呼吁女性“推翻政府，消除金钱系统，机构完全自动化，消灭男性”。

## 刺杀安迪·沃霍尔
在60年代中期索拉纳斯以作家身份搬到纽约市。在那里她遇到了安迪·沃霍尔，并要求沃霍尔改编她的戏。她把自己的剧本给沃霍尔，后来她指控他丢失/偷窃了剧本，其次是沃霍尔额外漠视她的活动。后来索拉纳斯要求对脚本损失进行经济赔偿，沃霍尔雇用她在他的电影中演出，并付给她25美元。
1967年，索拉纳斯开始自己出版《人渣宣言》。奥林匹亚出版社老板Maurice Girodias同意出版索拉纳斯以后的作品，她理解的合同意味着Girodias将拥有自己的作品。她深信Girodias和沃霍尔密谋窃取她的作品，索拉纳斯在1968年的春天购买了枪。6月3日，她试图找到Girodias，但他因为周末已经离开。然后她去了工厂，在那里她发现沃霍尔。她朝沃霍尔枪击三次，前两次没有击中，最后打中沃霍尔。她还枪击了艺术评论家Mario Amaya，并试图打中沃霍尔的经理Fred Hughes，但枪卡住了。沃霍尔受了重伤，随后因手术成功而获救。索拉纳斯后来自己向警方报案自首。她被控企图谋杀，殴打并非法藏有一支枪。她被诊断为偏狂型精神分裂症，并承认“鲁莽伤人意图伤害”，被判三年徒刑，其中包括在精神病院的一年时间。她出狱后，继续推动《人渣宣言》。

## 去世
她于1988年在旧金山死于肺炎。